# Silvestriella
Silvestriella es un género de foraminífero bentónico de la familia Calcarinidae, de la superfamilia Rotalioidea, del suborden Rotaliina y del orden Rotaliida. Su especie tipo es Calcarina tetraedra. Su rango cronoestratigráfico abarca desde el Auversiense hasta el Bartoniense (Eoceno medio).

## Clasificación
Silvestriella incluye a la siguiente especie:
- Silvestriella tetraedra †